# Hermann II. (Werl)
Hermann II. (* um 980; † 1025) war Graf von Werl, Graf im Lochtrop-, Leri- und Dreingau sowie Graf im Bistum Osnabrück. Außerdem war er Vogt der Stifte Werden, Liesborn, Meschede und Oedingen.

## Familie
Hermann war der älteste Sohn des Grafen Hermann I. von Werl und der Gerberga von Burgund, einer Tochter des burgundischen Königs Konrad III. Seine Brüder waren Bernhard und Rudolf. Außerdem war er Halbbruder der Kaiserin Gisela von Schwaben und der Mathilde, verheiratet mit Konrad I. von Kärnten, darüber hinaus Cousin von König Heinrich II. und Neffe von König Rudolf III. von Burgund.
Er selbst war zweimal verheiratet. Der Name der ersten Gattin ist unbekannt. Die zweite, die er 1007 heiratete, hieß Godila von Rothenburg. Diese war die Witwe von Graf Liuthar von Walbeck. Aus seiner ersten Ehe gingen Heinrich I., Konrad (I.), Adalbert Graf im Emegau sowie Bernhard II. von Werl und möglicherweise Hermann I. Bischof von Münster hervor. Aus seiner zweiten Ehe stammten die Kinder Rudolf und Mathilde, über die keine näheren Angaben vorliegen.

## Leben
Urkundlich erscheint er erstmals 997 in einer Urkunde Ottos III. In dieser übertrug der Kaiser auf Bitte von Hermanns Mutter dem Stift Meschede den Hof eines geächteten und verstorbenen Hunold in Stockhausen dem Stift Meschede. Hermann war im Jahr 1000 zusammen mit seiner Mutter Gerberga Stifter des Klosters Oedingen, dessen Vogt er auch wurde.
Nach dem Tod Ottos III. (1002) unterstützte das Werler Grafenhaus bei der folgenden Königswahl nicht ihren Vetter, den späteren Heinrich II., sondern den Ehemann Gerbergas Hermann II. von Schwaben. Auch später stand Hermann in deutlicher Opposition zum Kaiser. Wohl aus diesem Grund werden die Werler in dieser Zeit in kaiserlichen Urkunden kaum genannt. Die Konflikte Hermann und seiner Familienangehörigen mit verschiedenen Bischöfen hatten auch einen Grund in deren Unterstützung für den Kaiser.
Politisch war Hermann ein Gegner Bischof Dietrichs von Münster. Es kam 1016/17 zum Streit um das Kloster Liesborn. Dieses war von den Ekbertinern auf die Grafen von Werl übergegangen, aber von Heinrich II. dem Bischof von Münster unterstellt worden. Auf kaiserlichen Befehl wurde die Fehde eingestellt. Ein Jahr später befehdete Heinrich, der Sohn Hermann, den Kölner Erzbischof Heribert von Köln, weil dieser Heinrichs Mutter aus unbekanntem Grund gefangen genommen hatte. Im Herbst desselben Jahres kämpften die Werler zusammen mit dem Billunger Graf Thietmar, mit dem sie möglicherweise auch verwandt waren, gegen Bischof Meinwerk von Paderborn. Dabei ging es um das Kloster Helmarshausen. Im Verlauf der Fehde wurde Hermann von Graf Udo von Catlenburg gefangen. Der Kaiser betrachtete das Vorgehen der Verbündeten als Aufstand und rühmte sich seiner Niederschlagung. Zu Weihnachten des Jahres wurden die Verschwörer von Heinrich II. begnadigt. Im nächsten Jahr entstand aus den Unruhen ein allgemeiner Aufstand in Westfalen und Sachsen gegen den Kaiser unter dem Herzog Bernhard I. In den letzten Jahren Heinrichs II. scheint es zu einer gewissen Versöhnung gekommen zu sein, den Hermann findet sich 1024 als hochrangiger Zeuge in kaiserlichen Urkunden. Es deutet einiges darauf hin, dass Hermann den Kaiser auf dessen letzten Weg zur Pfalz Grone begleitet hatte.
Hermann spielte nach dem Tod des Kaisers Heinrich II. eine wichtige Rolle bei der Klärung der Nachfolge. Aufgrund seiner Verwandtschaft erschien er als idealer Vermittler. Konrad II. war Ehemann seiner Halbschwester Gisela. Der andere Kandidat ebenfalls mit Namen Konrad von Kärnten war mit Hermanns Halbschwester Mathilde verheiratet. Unmittelbar nach dem Tod des Kaisers kam es auf der Königspfalz Werla an der Oker zu einer Versammlung sächsischer Grafen, um unter Leitung Herzog Bernhards die Kaiserwahl vorzubereiten. Daran nahm auch Hermann teil. Dabei wurde auch die Aussöhnung mit Bischof Meinwerk vorgenommen. Hermann nahm auch an der Fürstenversammlung am Grab der heiligen Ida, etwa zeitgleich mit der Königswahl am 4. September 1024 in Kampa teil. Der Königsumritt Konrads II. führte den späteren Kaiser nach Westfalen, wo Ende 1024 ein Hoftag in Dortmund stattfand. Anwesend war auch Hermann, der als Zeuge neben anderen hochrangigen Personen in einer kaiserlichen Urkunde erscheint. Später ließ die Nähe zum Kaiser nach, weil zumindest ein Teil der Werler Familie in den Jahren 1026–1028 sich auf die Seite Konrads von Kärnten bei dessen Streit mit dem Kaiser stellte.
Graf Hermann war einer der Vögte des Klosters Werden. Nachdem sich der Abt Hettharnich über Eingriffe von Hermann II. beim Kaiser beschwert hatte, wurden dem Grafen unter anderem die Höfe bei Arnsberg und weitere Besitzungen übergeben, dafür verzichtete die Grafenfamilie auf weitere Ansprüche gegenüber dem Kloster. Dadurch konnte der durch Erbteilungen geschrumpfte Besitz des Grafenhauses wieder einigermaßen konsolidiert werden.